# Campionato del mondo rally 2022

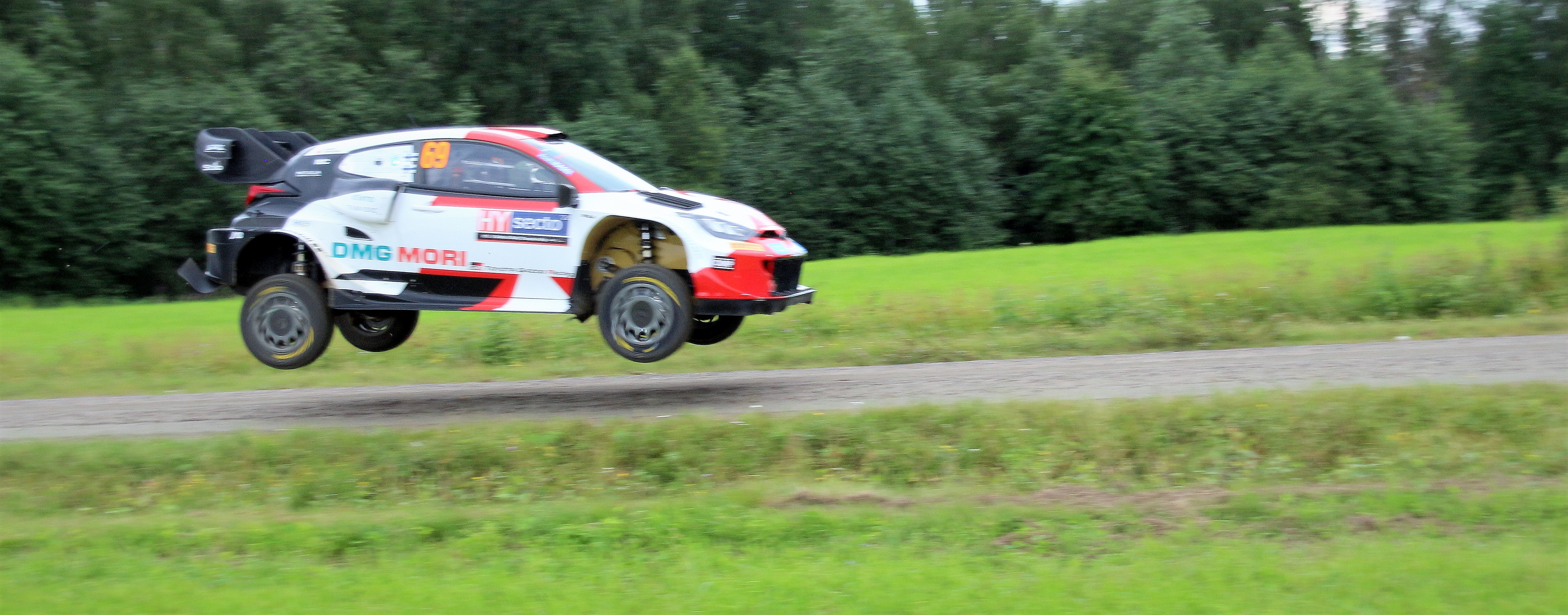
I campioni del mondo 2022 Kalle Rovanperä e Jonne Halttunen durante il Rally di Finlandia 2022 a bordo della Toyota GR Yaris Rally1 Hybrid con la quale il team Toyota Gazoo Racing ha vinto il campionato costruttori

Il campionato del mondo rally 2022 è stata la 50ª edizione del campionato del mondo rally; è iniziato il 20 gennaio con il Rally di Monte Carlo e si è concluso il 13 novembre con il Rally del Giappone.
Le squadre e gli equipaggi hanno gareggiato in tredici eventi e sono stati assegnati i titoli iridati piloti, copiloti e costruttori, competetendo su auto conformi ai regolamenti del gruppo R. Solo i costruttori che gareggiavano con vetture Rally1 omologate secondo i neonati regolamenti introdotti nel 2022 poterono ottenere punti nel campionato marche. 
La serie venne ancora una volta supportata dalle categorie World Rally Championship-2 e World Rally Championship-3 in ogni tappa del campionato e dal Junior World Rally Championship (da quest'anno chiamato WRC-3 Junior) in eventi selezionati.

## Riepilogo
Sébastien Ogier e Julien Ingrassia erano i campioni in carica dopo aver conquistato l'ottavo titolo in carriera nella passata stagione al Rally di Monza, ultima gara dell'anno. La Toyota Gazoo Racing era invece il campione uscente nei costruttori per il secondo anno consecutivo.
Parteciparono al campionato gli stessi team che si erano contesi il titolo nel 2021, ovvero M-Sport con la Ford Puma Rally1, Toyota con la Toyota GR Yaris Rally1, la cui gestione era sempre affidata alla squadra Toyota Gazoo Racing, e Hyundai con la Hyundai i20 N Rally1.
I titoli piloti e copiloti 2022 sono stati vinti con due gare di anticipo dai finlandesi Kalle Rovanperä e Jonne Halttunen alla guida di una Toyota GR Yaris Rally1 del team ufficiale Toyota, i quali al termine del rally della Nuova Zelanda hanno conquistato il loro primo alloro iridato in carriera; Rovanperä stabilì inoltre il record del più giovane ad essersi aggiudicato il prestigioso trofeo, vincendolo all'età di 22 anni e 1 giorno (aveva festeggiato il compleanno proprio il sabato precedente alla conquista della gara neozelandese) e battendo così il primato che Colin McRae deteneva dalla stagione 1995. Un pilota finlandese non vinceva inoltre il titolo da venti stagioni, l'ultimo fu infatti Marcus Grönholm che conquistò la sua seconda corona mondiale nel 2002.
La serie cadetta WRC-2 è stata invece conquistata all'ultima gara in Giappone dall'altra coppia finlandese composta da Emil Lindholm e Reeta Hämäläinen su Škoda Fabia Rally2 Evo, mentre il titolo a squadre è andato alla scuderia tedesca Toksport, per la quale correvano gli stessi Lindholm e Hämäläinen. Nel campionato WRC-3 si imposero altri due finlandesi, ovvero il pilota Lauri Joona e la copilota Enni Mälkönen i quali facevano parte di due differenti equipaggi e conquistarono i rispettivi allori nella penultima gara in Catalogna ed entrambi su due Fiesta Rally3.
Al termine del rally dell'Acropoli vennero invece assegnati i titoli piloti e copiloti della serie WRC-3 Junior, vinti rispettivamente dall'estone Robert Virves e dall'irlandese Brian Hoy, a loro volta componenti di due equipaggi differenti ed entrambi su Ford Fiesta Rally3.

## Calendario
Il campionato, con i suoi tredici appuntamenti, toccò quattro continenti, con dieci gare disputatesi in Europa, una in Africa, una in Asia e una in Oceania.
| Tappa | Data                   | Rally                                   | Sede                           | Superficie   |
| ----- | ---------------------- | --------------------------------------- | ------------------------------ | ------------ |
| 1     | 20-23 gennaio          | 90ème Rallye Monte-Carlo                | Monte Carlo                    | Asfalto/neve |
| 2     | 24-27 febbraio         | 69th Rally Sweden                       | Umeå, Västerbotten             | Neve         |
| 3     | 21-24 aprile           | Croatia Rally 2022                      | Zagabria                       | Asfalto      |
| 4     | 19-22 maggio           | 55º Vodafone Rally de Portugal          | Matosinhos, distretto di Porto | Sterrato     |
| 5     | 2-5 giugno             | 19º Rally Italia Sardegna               | Alghero, Sardegna              | Sterrato     |
| 6     | 23-26 giugno           | Safari Rally Kenya 2022                 | Nairobi, Contea di Nairobi     | Sterrato     |
| 7     | 14-17 luglio           | 12. Rally Estonia                       | Tartu, Tartumaa                | Sterrato     |
| 8     | 4-7 agosto             | 71st Secto Rally Finland                | Jyväskylä, Finlandia Centrale  | Sterrato     |
| 9     | 19-21 agosto           | 57ème Ardeca Ypres Rally Belgium        | Ypres, Fiandre Occidentali     | Asfalto      |
| 10    | 8-11 settembre         | 66th EKO Acropolis Rally Greece         | Lamia, Grecia Centrale         | Sterrato     |
| 11    | 29 settembre-2 ottobre | Repco Rally New Zealand 2022            | Auckland, regione di Auckland  | Sterrato     |
| 12    | 21-23 ottobre          | 57º RallyRACC Catalunya - Costa Daurada | Salou, Catalogna               | Asfalto      |
| 13    | 10-13 novembre         | FORUM8 Rally Japan 2022                 | Nagoya, Chūbu                  | Asfalto      |

## Cambiamenti di regolamento

### Regolamento tecnico
A partire da questa edizione, il mondiale utilizzava le nuove auto Rally1 con powertrain ibridi plug-in, dotate del solito motore a combustione interna di 1600 cc da 380 CV accoppiato a un motore elettrico che aggiungeva 100 kW (circa 136 CV) alla potenza complessiva, per un totale di circa 520 CV, e a una batteria da 3,9 kWh, quest'ultima capace di accumulare energia durante le fasi di frenata e decelerazione dell'auto. 
Tale surplus di potenza non era disponibile in modo permanente ma veniva rilasciato secondo diverse modalità: Stage Start Mode alla partenza di una prova speciale, quando era consentito utilizzare la massima potenza oppure Stage Mode durante i tratti cronometrati veri e propri, per i quali squadre e piloti potevano scegliere fra tre differenti mappature personalizzate e preimpostate prima della partenza le quali determinavano il modo in cui veniva rilasciata la potenza aggiuntiva (il cosiddetto boost). Era inoltre prevista anche la modalità totalmente elettrica, utilizzabile in caso di emergenza (avaria del motore principale) e obbligatoriamente in alcuni tratti all'interno del parco assistenza.
Il carburante utilizzato dal motore termico era inoltre 100% sostenibile.

## Squadre e piloti

### Iscritti WRC
| Squadre iscritte al campionato costruttori         | Squadre iscritte al campionato costruttori | Squadre iscritte al campionato costruttori | Squadre iscritte al campionato costruttori | Squadre iscritte al campionato costruttori | Squadre iscritte al campionato costruttori | Squadre iscritte al campionato costruttori | Squadre iscritte al campionato costruttori |
| Costruttori                                        | Auto                                       | Squadre                                    | Pneumatici                                 | N°                                         | Piloti                                     | Copiloti                                   | Gare                                       |
| -------------------------------------------------- | ------------------------------------------ | ------------------------------------------ | ------------------------------------------ | ------------------------------------------ | ------------------------------------------ | ------------------------------------------ | ------------------------------------------ |
| Ford                                               | Ford Puma Rally1 Hybrid                    | M-Sport Ford WRT                           | P                                          | 16                                         | Adrien Fourmaux                            | Alexandre Coria                            | 1–9, 12                                    |
| Ford                                               | Ford Puma Rally1 Hybrid                    | M-Sport Ford WRT                           | P                                          | 19                                         | Sébastien Loeb                             | Isabelle Galmiche                          | 1, 4, 6, 10                                |
| Ford                                               | Ford Puma Rally1 Hybrid                    | M-Sport Ford WRT                           | P                                          | 42                                         | Craig Breen                                | Paul Nagle                                 | 1–12                                       |
| Ford                                               | Ford Puma Rally1 Hybrid                    | M-Sport Ford WRT                           | P                                          | 42                                         | Craig Breen                                | James Fulton                               | 13                                         |
| Ford                                               | Ford Puma Rally1 Hybrid                    | M-Sport Ford WRT                           | P                                          | 44                                         | Gus Greensmith                             | Jonas Andersson                            | 2–3, 5, 7–13                               |
| Hyundai                                            | Hyundai i20 N Rally1 Hybrid                | Hyundai Shell Mobis WRT                    | P                                          | 2                                          | Oliver Solberg                             | Elliott Edmondson                          | 1–3, 6–9, 11                               |
| Hyundai                                            | Hyundai i20 N Rally1 Hybrid                | Hyundai Shell Mobis WRT                    | P                                          | 6                                          | Dani Sordo                                 | Cándido Carrera                            | 4–5, 10, 12–13                             |
| Hyundai                                            | Hyundai i20 N Rally1 Hybrid                | Hyundai Shell Mobis WRT                    | P                                          | 8                                          | Ott Tänak                                  | Martin Järveoja                            | Tutte                                      |
| Hyundai                                            | Hyundai i20 N Rally1 Hybrid                | Hyundai Shell Mobis WRT                    | P                                          | 11                                         | Thierry Neuville                           | Martijn Wydaeghe                           | Tutte                                      |
| Toyota                                             | Toyota GR Yaris Rally1 Hybrid              | Toyota Gazoo Racing WRT                    | P                                          | 1                                          | Sébastien Ogier                            | Benjamin Veillas                           | 1, 4, 6, 11–12                             |
| Toyota                                             | Toyota GR Yaris Rally1 Hybrid              | Toyota Gazoo Racing WRT                    | P                                          | 1                                          | Sébastien Ogier                            | Vincent Landais                            | 13                                         |
| Toyota                                             | Toyota GR Yaris Rally1 Hybrid              | Toyota Gazoo Racing WRT                    | P                                          | 4                                          | Esapekka Lappi                             | Janne Ferm                                 | 2–3, 5, 7–10                               |
| Toyota                                             | Toyota GR Yaris Rally1 Hybrid              | Toyota Gazoo Racing WRT                    | P                                          | 33                                         | Elfyn Evans                                | Scott Martin                               | Tutte                                      |
| Toyota                                             | Toyota GR Yaris Rally1 Hybrid              | Toyota Gazoo Racing WRT                    | P                                          | 69                                         | Kalle Rovanperä                            | Jonne Halttunen                            | Tutte                                      |
| Toyota                                             | Toyota GR Yaris Rally1 Hybrid              | Toyota Gazoo Racing WRT NG                 | P                                          | 18                                         | Takamoto Katsuta                           | Aaron Johnston                             | Tutte                                      |
|                                                    |                                            |                                            |                                            |                                            |                                            |                                            |                                            |
| Ulteriori iscritti non registrati come costruttori |                                            |                                            |                                            |                                            |                                            |                                            |                                            |
| Costruttori                                        | Auto                                       | Squadre                                    | Pneumatici                                 | N°                                         | Piloti                                     | Copiloti                                   | Gare                                       |
| Ford                                               | Ford Puma Rally1 Hybrid                    | M-Sport Ford WRT                           | P                                          | 7                                          | Pierre-Louis Loubet                        | Vincent Landais                            | 3–5, 7–8, 10, 12                           |
| Ford                                               | Ford Puma Rally1 Hybrid                    | M-Sport Ford WRT                           | P                                          | 9                                          | Jourdan Serderidis                         | Frédéric Miclotte                          | 6, 10, 12                                  |
| Ford                                               | Ford Puma Rally1 Hybrid                    | M-Sport Ford WRT                           | P                                          | 44                                         | Gus Greensmith                             | Jonas Andersson                            | 1, 4, 6                                    |
| Ford                                               | Ford Puma Rally1 Hybrid                    | M-Sport Ford WRT                           | P                                          | 68                                         | Jari Huttunen                              | Mikko Lukka                                | 8                                          |
| Ford                                               | Ford Puma Rally1 Hybrid                    | M-Sport Ford WRT                           | P                                          | 37                                         | Lorenzo Bertelli                           | Lorenzo Granai                             | 11                                         |
| Fonti:                                             |                                            |                                            |                                            |                                            |                                            |                                            |                                            |

Legenda: Nº = Numero di gara.

## Risultati e statistiche
| Gara | Nome rally                                                                        | Podio | Podio | Podio                             | Podio                                                      | Podio     | Statistiche | Statistiche           | Statistiche | Statistiche | Statistiche |
| Gara | Nome rally                                                                        | Pos.  | Nº    | Pilota e copilota                 | Squadra                                                    | Tempo     | Speciali    | Lunghezza             | Iscritti    | Partiti     | Arrivati    |
| ---- | --------------------------------------------------------------------------------- | ----- | ----- | --------------------------------- | ---------------------------------------------------------- | --------- | ----------- | --------------------- | ----------- | ----------- | ----------- |
| 1    | 90ème Rallye Monte-Carlo (20–23 gennaio) — Resoconto                              | 1     | 19    | Sébastien Loeb Isabelle Galmiche  | M-Sport Ford WRT (Ford Puma Rally1 Hybrid)                 | 3h00'32"8 | 17          | 296,03 km             | 75          | 74          | 62          |
| 1    | 90ème Rallye Monte-Carlo (20–23 gennaio) — Resoconto                              | 2     | 1     | Sébastien Ogier Benjamin Veillas  | Toyota Gazoo Racing WRT (Toyota GR Yaris Rally1 Hybrid)    | +10"5     | 17          | 296,03 km             | 75          | 74          | 62          |
| 1    | 90ème Rallye Monte-Carlo (20–23 gennaio) — Resoconto                              | 3     | 42    | Craig Breen Paul Nagle            | M-Sport Ford WRT (Ford Puma Rally1 Hybrid)                 | +1'39"8   | 17          | 296,03 km             | 75          | 74          | 62          |
|      |                                                                                   |       |       |                                   |                                                            |           |             |                       |             |             |             |
| 2    | 69th Rally Sweden (25–27 febbraio) — Resoconto                                    | 1     | 69    | Kalle Rovanperä Jonne Halttunen   | Toyota Gazoo Racing WRT (Toyota GR Yaris Rally1 Hybrid)    | 2h10'44"9 | 17          | 264,81 km             | 50          | 45          | 36          |
| 2    | 69th Rally Sweden (25–27 febbraio) — Resoconto                                    | 2     | 11    | Thierry Neuville Martijn Wydaeghe | Hyundai Shell Mobis WRT (Hyundai i20 N Rally1 Hybrid)      | +22"0     | 17          | 264,81 km             | 50          | 45          | 36          |
| 2    | 69th Rally Sweden (25–27 febbraio) — Resoconto                                    | 3     | 4     | Esapekka Lappi Janne Ferm         | Toyota Gazoo Racing WRT (Toyota GR Yaris Rally1 Hybrid)    | +30"6     | 17          | 264,81 km             | 50          | 45          | 36          |
|      |                                                                                   |       |       |                                   |                                                            |           |             |                       |             |             |             |
| 3    | Croatia Rally 2022 (22–24 aprile) — Resoconto                                     | 1     | 69    | Kalle Rovanperä Jonne Halttunen   | Toyota Gazoo Racing WRT (Toyota GR Yaris Rally1 Hybrid)    | 2h48'21"5 | (20) 19     | (291,84 km) 275,99 km | 66          | 63          | 56          |
| 3    | Croatia Rally 2022 (22–24 aprile) — Resoconto                                     | 2     | 8     | Ott Tänak Martin Järveoja         | Hyundai Shell Mobis WRT (Hyundai i20 N Rally1 Hybrid)      | +4"3      | (20) 19     | (291,84 km) 275,99 km | 66          | 63          | 56          |
| 3    | Croatia Rally 2022 (22–24 aprile) — Resoconto                                     | 3     | 11    | Thierry Neuville Martijn Wydaeghe | Hyundai Shell Mobis WRT (Hyundai i20 N Rally1 Hybrid)      | +2'21"0   | (20) 19     | (291,84 km) 275,99 km | 66          | 63          | 56          |
|      |                                                                                   |       |       |                                   |                                                            |           |             |                       |             |             |             |
| 4    | 55º Vodafone Rally de Portugal (19–22 maggio) — Resoconto                         | 1     | 69    | Kalle Rovanperä Jonne Halttunen   | Toyota Gazoo Racing WRT (Toyota GR Yaris Rally1 Hybrid)    | 3h44'19"2 | 21          | 338,34 km             | 100         | 90          | 53          |
| 4    | 55º Vodafone Rally de Portugal (19–22 maggio) — Resoconto                         | 2     | 33    | Elfyn Evans Scott Martin          | Toyota Gazoo Racing WRT (Toyota GR Yaris Rally1 Hybrid)    | +15"2     | 21          | 338,34 km             | 100         | 90          | 53          |
| 4    | 55º Vodafone Rally de Portugal (19–22 maggio) — Resoconto                         | 3     | 6     | Dani Sordo Cándido Carrera        | Hyundai Shell Mobis WRT (Hyundai i20 N Rally1 Hybrid)      | +2'17"3   | 21          | 338,34 km             | 100         | 90          | 53          |
|      |                                                                                   |       |       |                                   |                                                            |           |             |                       |             |             |             |
| 5    | 19º Rally Italia Sardegna (2–5 giugno) — Resoconto                                | 1     | 8     | Ott Tänak Martin Järveoja         | Hyundai Shell Mobis WRT (Hyundai i20 N Rally1 Hybrid)      | 3h10'59"1 | (21) 19     | (307,91 km) 280,82 km | 60          | 58          | 46          |
| 5    | 19º Rally Italia Sardegna (2–5 giugno) — Resoconto                                | 2     | 42    | Craig Breen Paul Nagle            | M-Sport Ford WRT (Ford Puma Rally1 Hybrid)                 | +1'03"2   | (21) 19     | (307,91 km) 280,82 km | 60          | 58          | 46          |
| 5    | 19º Rally Italia Sardegna (2–5 giugno) — Resoconto                                | 3     | 6     | Dani Sordo Cándido Carrera        | Hyundai Shell Mobis WRT (Hyundai i20 N Rally1 Hybrid)      | +1'33"0   | (21) 19     | (307,91 km) 280,82 km | 60          | 58          | 46          |
|      |                                                                                   |       |       |                                   |                                                            |           |             |                       |             |             |             |
| 6    | Safari Rally Kenya 2022 (23–26 giugno) — Resoconto                                | 1     | 69    | Kalle Rovanperä Jonne Halttunen   | Toyota Gazoo Racing WRT (Toyota GR Yaris Rally1 Hybrid)    | 3h40'24"9 | 19          | (362,62 km) 359,93 km | 31          | 31          | 21          |
| 6    | Safari Rally Kenya 2022 (23–26 giugno) — Resoconto                                | 2     | 33    | Elfyn Evans Scott Martin          | Toyota Gazoo Racing WRT (Toyota GR Yaris Rally1 Hybrid)    | +52"8     | 19          | (362,62 km) 359,93 km | 31          | 31          | 21          |
| 6    | Safari Rally Kenya 2022 (23–26 giugno) — Resoconto                                | 3     | 18    | Takamoto Katsuta Aaron Johnston   | Toyota Gazoo Racing WRT NG (Toyota GR Yaris Rally1 Hybrid) | +1'42"7   | 19          | (362,62 km) 359,93 km | 31          | 31          | 21          |
|      |                                                                                   |       |       |                                   |                                                            |           |             |                       |             |             |             |
| 7    | 12. Rally Estonia (14–17 luglio) — Resoconto                                      | 1     | 69    | Kalle Rovanperä Jonne Halttunen   | Toyota Gazoo Racing WRT (Toyota GR Yaris Rally1 Hybrid)    | 2h54'29"0 | 24          | 313,84 km             | 43          | 42          | 33          |
| 7    | 12. Rally Estonia (14–17 luglio) — Resoconto                                      | 2     | 33    | Elfyn Evans Scott Martin          | Toyota Gazoo Racing WRT (Toyota GR Yaris Rally1 Hybrid)    | +1'00"9   | 24          | 313,84 km             | 43          | 42          | 33          |
| 7    | 12. Rally Estonia (14–17 luglio) — Resoconto                                      | 3     | 8     | Ott Tänak Martin Järveoja         | Hyundai Shell Mobis WRT (Hyundai i20 N Rally1 Hybrid)      | +1'55"7   | 24          | 313,84 km             | 43          | 42          | 33          |
|      |                                                                                   |       |       |                                   |                                                            |           |             |                       |             |             |             |
| 8    | 71st Secto Rally Finland (4–7 agosto) — Resoconto                                 | 1     | 8     | Ott Tänak Martin Järveoja         | Hyundai Shell Mobis WRT (Hyundai i20 N Rally1 Hybrid)      | 2h24'04"6 | (22) 21     | (322,61 km) 300.92 km | 45          | 43          | 34          |
| 8    | 71st Secto Rally Finland (4–7 agosto) — Resoconto                                 | 2     | 69    | Kalle Rovanperä Jonne Halttunen   | Toyota Gazoo Racing WRT (Toyota GR Yaris Rally1 Hybrid)    | +6"8      | (22) 21     | (322,61 km) 300.92 km | 45          | 43          | 34          |
| 8    | 71st Secto Rally Finland (4–7 agosto) — Resoconto                                 | 3     | 4     | Esapekka Lappi Janne Ferm         | Toyota Gazoo Racing WRT (Toyota GR Yaris Rally1 Hybrid)    | +1'20"7   | (22) 21     | (322,61 km) 300.92 km | 45          | 43          | 34          |
|      |                                                                                   |       |       |                                   |                                                            |           |             |                       |             |             |             |
| 9    | 57ème Ardeca Ypres Rally Belgium (19–21 agosto) — Resoconto                       | 1     | 8     | Ott Tänak Martin Järveoja         | Hyundai Shell Mobis WRT (Hyundai i20 N Rally1 Hybrid)      | 2h25'38"9 | 20          | 281,58 km             | 88          | 85          | 69          |
| 9    | 57ème Ardeca Ypres Rally Belgium (19–21 agosto) — Resoconto                       | 2     | 33    | Elfyn Evans Scott Martin          | Toyota Gazoo Racing WRT (Toyota GR Yaris Rally1 Hybrid)    | +5"0      | 20          | 281,58 km             | 88          | 85          | 69          |
| 9    | 57ème Ardeca Ypres Rally Belgium (19–21 agosto) — Resoconto                       | 3     | 4     | Esapekka Lappi Janne Ferm         | Toyota Gazoo Racing WRT (Toyota GR Yaris Rally1 Hybrid)    | +1'41"6   | 20          | 281,58 km             | 88          | 85          | 69          |
|      |                                                                                   |       |       |                                   |                                                            |           |             |                       |             |             |             |
| 10   | 66th EKO Acropolis Rally Greece (8–11 settembre) — Resoconto                      | 1     | 11    | Thierry Neuville Martijn Wydaeghe | Hyundai Shell Mobis WRT (Hyundai i20 N Rally1 Hybrid)      | 3h34'52"9 | 16          | 303,30 km             | 68          | 67          | 53          |
| 10   | 66th EKO Acropolis Rally Greece (8–11 settembre) — Resoconto                      | 2     | 8     | Ott Tänak Martin Järveoja         | Hyundai Shell Mobis WRT (Hyundai i20 N Rally1 Hybrid)      | +15"0     | 16          | 303,30 km             | 68          | 67          | 53          |
| 10   | 66th EKO Acropolis Rally Greece (8–11 settembre) — Resoconto                      | 3     | 6     | Dani Sordo Cándido Carrera        | Hyundai Shell Mobis WRT (Hyundai i20 N Rally1 Hybrid)      | +1'49"7   | 16          | 303,30 km             | 68          | 67          | 53          |
|      |                                                                                   |       |       |                                   |                                                            |           |             |                       |             |             |             |
| 11   | Repco Rally New Zealand 2022 (29 settembre–2 ottobre) — Resoconto                 | 1     | 69    | Kalle Rovanperä Jonne Halttunen   | Toyota Gazoo Racing WRT (Toyota GR Yaris Rally1 Hybrid)    | 2h48'01"4 | 17          | 279,80 km             | 28          | 28          | 21          |
| 11   | Repco Rally New Zealand 2022 (29 settembre–2 ottobre) — Resoconto                 | 2     | 1     | Sébastien Ogier Benjamin Veillas  | Toyota Gazoo Racing WRT (Toyota GR Yaris Rally1 Hybrid)    | +34"6     | 17          | 279,80 km             | 28          | 28          | 21          |
| 11   | Repco Rally New Zealand 2022 (29 settembre–2 ottobre) — Resoconto                 | 3     | 8     | Ott Tänak Martin Järveoja         | Hyundai Shell Mobis WRT (Hyundai i20 N Rally1 Hybrid)      | +48"5     | 17          | 279,80 km             | 28          | 28          | 21          |
|      |                                                                                   |       |       |                                   |                                                            |           |             |                       |             |             |             |
| 12   | 57º RallyRACC Catalunya-Costa Daurada Rally de España (21–23 ottobre) — Resoconto | 1     | 1     | Sébastien Ogier Benjamin Veillas  | Toyota Gazoo Racing WRT (Toyota GR Yaris Rally1 Hybrid)    | 2h44'43"9 | 19          | 293,77 km             | 64          | 64          | 57          |
| 12   | 57º RallyRACC Catalunya-Costa Daurada Rally de España (21–23 ottobre) — Resoconto | 2     | 11    | Thierry Neuville Martijn Wydaeghe | Hyundai Shell Mobis WRT (Hyundai i20 N Rally1 Hybrid)      | +16"4     | 19          | 293,77 km             | 64          | 64          | 57          |
| 12   | 57º RallyRACC Catalunya-Costa Daurada Rally de España (21–23 ottobre) — Resoconto | 3     | 69    | Kalle Rovanperä Jonne Halttunen   | Toyota Gazoo Racing WRT (Toyota GR Yaris Rally1 Hybrid)    | +34"5     | 19          | 293,77 km             | 64          | 64          | 57          |
|      |                                                                                   |       |       |                                   |                                                            |           |             |                       |             |             |             |
| 13   | FORUM8 Rally Japan 2022 (10–13 novembre) — Resoconto                              | 1     | 11    | Thierry Neuville Martijn Wydaeghe | Hyundai Shell Mobis WRT (Hyundai i20 N Rally1 Hybrid)      | 2h43'52"3 | (19) 16     | (283,27 km) 231.09 km | 36          | 36          | 32          |
| 13   | FORUM8 Rally Japan 2022 (10–13 novembre) — Resoconto                              | 2     | 8     | Ott Tänak Martin Järveoja         | Hyundai Shell Mobis WRT (Hyundai i20 N Rally1 Hybrid)      | +1'11"1   | (19) 16     | (283,27 km) 231.09 km | 36          | 36          | 32          |
| 13   | FORUM8 Rally Japan 2022 (10–13 novembre) — Resoconto                              | 3     | 18    | Takamoto Katsuta Aaron Johnston   | Toyota Gazoo Racing WRT NG (Toyota GR Yaris Rally1 Hybrid) | +2'11"3   | (19) 16     | (283,27 km) 231.09 km | 36          | 36          | 32          |

Legenda: Pos.= Posizione; Nº = Numero di gara.

## Classifiche

### Punteggio
Il punteggio rimase inalterato rispetto alla precedente edizione. Per quanto riguarda la power stage, i punti assegnati ai primi cinque classificati nella stessa erano validi per i campionati piloti, copiloti e costruttori WRC, quest'ultimo sino a un massimo di due vetture per ogni scuderia; per il campionato WRC-2 l'assegnazione di tali punti fu invece ridotta ai primi tre piazzati e rimase non valida per la classifica squadre, mentre per la serie WRC-3 venne totalmente eliminata.
| Posizione finale | 1ª | 2ª | 3ª | 4ª | 5ª | 6ª | 7ª | 8ª | 9ª | 10ª |
| Punti            | 25 | 18 | 15 | 12 | 10 | 8  | 6  | 4  | 2  | 1   |

| Posizione nella Power stage | 1ª | 2ª | 3ª | 4ª | 5ª |
| Punti (WRC)                 | 5  | 4  | 3  | 2  | 1  |
| Punti (WRC-2)               | 3  | 2  | 1  | -  | -  |

A parità di punteggio, nelle classifiche generali prevale chi ha ottenuto il miglior risultato e/o il maggior numero di essi.

### Classifica generale piloti
| Pos. | Pilota                | MON | SVE | CRO | POR | ITA | SAF | EST | FIN | YPR | ACR | NZL | CAT | GIA | Punti |
| ---- | --------------------- | --- | --- | --- | --- | --- | --- | --- | --- | --- | --- | --- | --- | --- | ----- |
| 1    | Kalle Rovanperä       | 41  | 12  | 1   | 1   | 52  | 1   | 1   | 21  | 621 | 152 | 1   | 3   | 12  | 255   |
| 2    | Ott Tänak             | Rit | 201 | 2   | 64  | 1   | Rit | 3   | 14  | 14  | 21  | 32  | 4   | 2   | 205   |
| 3    | Thierry Neuville      | 63  | 23  | 3   | 53  | 411 | 51  | 4   | 5   | 203 | 1   | 45  | 2   | 14  | 193   |
| 4    | Elfyn Evans           | 212 | Rit | 53  | 25  | 403 | 2   | 2   | 43  | 23  | Rit | Rit | 6   | 5   | 134   |
| 5    | Takamoto Katsuta      | 8   | 4   | 6   | 4   | 65  | 3   | 5   | 6   | 5   | 6   | Rit | 75  | 3   | 122   |
| 6    | Sébastien Ogier       | 25  |     |     | 51  |     | 43  |     |     |     |     | 23  | 1   | 4   | 97    |
| 7    | Craig Breen           | 3   | 365 | 4   | 8   | 2   | 6   | 30  | 322 | 63  | 53  | 19  | 9   | 241 | 84    |
| 8    | Daniel Sordo          |     |     |     | 32  | 3   |     |     |     |     | 3   |     | 5   | Rit | 59    |
| 9    | Esapekka Lappi        |     | 3   | 49  |     | 444 |     | 64  | 3   | 3   | 225 |     |     |     | 58    |
| 10   | Gus Greensmith        | 5   | 5   | 15  | 19  | 7   | 154 | Rit | 7   | 19  | 294 | Rit | Rit | 6   | 44    |
| 11   | Sébastien Loeb        | 14  |     |     | Rit |     | 82  |     |     |     | Rit |     |     |     | 35    |
| 12   | Oliver Solberg        | Rit | 6   | Rit | 47  |     | 10  | 13  | Rit | 4   |     | 54  |     |     | 33    |
| 13   | Pierre-Louis Loubet   |     |     | 47  | 7   | 4   |     | Rit | Rit |     | 4   |     | 10  |     | 31    |
| 14   | Andreas Mikkelsen     | 7   | 7   |     | Rit | Rit |     | 83  |     | 7   | 13  |     |     |     | 25    |
| 15   | Emil Lindholm         |     | 32  | 95  |     |     |     | 10  | 8   |     | 7   |     | 14  | 9   | 16    |
| 16   | Adrien Fourmaux       | Rit | Rit | Rit | 9   | Rit | 145 | 7   | 18  | Rit | WD  | WD  | 8   |     | 13    |
| 17   | Yohan Rossel          | 13  |     | 7   | 10  | 18  |     |     |     | 8   | Rit |     | 12  |     | 11    |
| 18   | Nikolaj Grjazin       | 10  | Rit | 10  | 28  | 8   |     |     | Rit | 10  | 8   |     | 13  |     | 11    |
| 19   | Kajetan Kajetanowicz  |     |     | 8   | 11  |     | 9   | 12  |     |     |     | 8   | 16  | Rit | 10    |
| 20   | Teemu Suninen         |     |     |     | Rit | 38  |     | 9   | SQ  |     | 17  |     | 11  | 83  | 9     |
| 21   | Hayden Paddon         |     |     |     |     |     |     | Rit | 11  |     |     | 6   |     |     | 8     |
| 22   | Stéphane Lefebvre     | Rit |     | 12  |     |     |     |     |     | 6   |     |     |     |     | 8     |
| 23   | Grégoire Munster      | 12  |     | 48  |     |     |     |     |     | 11  | Rit |     | 22  | 7   | 6     |
| 24   | Jourdan Serderidis    |     |     |     |     | 20  | 7   |     |     |     | Rit |     | 28  | WD  | 6     |
| 25   | Lorenzo Bertelli      |     | WD  |     |     |     |     |     |     |     |     | 7   |     |     | 6     |
| 26   | Jari Huttunen         |     | 9   | 28  |     | 10  |     | 11  | 9   | Rit |     |     | 15  |     | 5     |
| 27   | Ole Christian Veiby   |     | 8   |     |     |     |     |     |     |     |     |     |     |     | 4     |
| 28   | Mauro Miele           | 17  | 23  | 24  |     | Rit |     | 26  |     |     |     |     | 27  | 142 | 4     |
| 29   | Chris Ingram          | 14  |     | 11  | 12  | 11  |     |     |     | 9   | Rit |     |     |     | 2     |
| 30   | Erik Cais             | 9   |     | 14  | 42  | Rit |     |     |     |     |     |     |     |     | 2     |
| 31   | Jan Solans            |     |     |     | 43  | 9   |     |     |     |     |     |     | 19  |     | 2     |
| 32   | Alexandros Tsouloftas |     |     |     |     |     |     |     |     |     | 9   |     |     |     | 2     |
| 33   | Shane van Gisbergen   |     |     |     |     |     |     |     |     |     |     | 9   |     |     | 2     |
| 34   | Egon Kaur             |     | 10  |     |     |     |     | 25  | 10  |     |     |     |     |     | 2     |
| 35   | Eyvind Brynildsen     |     |     |     |     |     |     |     |     |     | 10  |     |     |     | 1     |
| 36   | Harry Bates           |     |     |     |     |     |     |     |     |     |     | 10  |     |     | 1     |
| 37   | Heikki Kovalainen     |     |     |     |     |     |     |     |     |     |     |     |     | 10  | 1     |
| 38   | Fabrizio Zaldivar     |     |     |     | 31  | 33  |     | 20  | 15  |     | 11  |     | 18  | 295 | 1     |
| Pos. | Pilota                | MON | SVE | CRO | POR | ITA | SAF | EST | FIN | YPR | ACR | NZL | CAT | GIA | Punti |

| Colore  | Risultato                |
| ------- | ------------------------ |
| Oro     | Vincitore                |
| Argento | 2º posto                 |
| Bronzo  | 3º posto                 |
| Verde   | Finito a punti           |
| Blu     | Finito senza punti       |
| Blu     | Non classificato (NC)    |
| Viola   | Ritirato (Rit)           |
| Nero    | Squalificato (SQ)        |
| Nero    | Escluso (ES)             |
| Bianco  | Non ha gareggiato        |
| Bianco  | Iscrizione ritirata (WD) |
| Bianco  | Non partito (NP)         |
| Bianco  | Gara cancellata (C)      |

### Classifica generale copiloti
| Pos. | Copilota               | MON | SVE | CRO | POR | ITA | SAF | EST | FIN | YPR | ACR | NZL | CAT | GIA | Punti |
| ---- | ---------------------- | --- | --- | --- | --- | --- | --- | --- | --- | --- | --- | --- | --- | --- | ----- |
| 1    | Jonne Halttunen        | 41  | 12  | 1   | 1   | 52  | 1   | 1   | 21  | 621 | 152 | 1   | 3   | 12  | 255   |
| 2    | Martin Järveoja        | Rit | 201 | 2   | 64  | 1   | Rit | 3   | 14  | 14  | 21  | 32  | 4   | 2   | 205   |
| 3    | Martijn Wydaeghe       | 63  | 23  | 3   | 53  | 411 | 51  | 4   | 5   | 203 | 1   | 45  | 2   | 14  | 193   |
| 4    | Scott Martin           | 212 | Rit | 53  | 25  | 403 | 2   | 2   | 43  | 23  | Rit | Rit | 6   | 5   | 134   |
| 5    | Aaron Johnston         | 8   | 4   | 6   | 4   | 65  | 3   | 5   | 6   | 5   | 6   | Rit | 75  | 3   | 122   |
| 6    | Benjamin Veillas       | 25  |     |     | 51  |     | 43  |     |     |     |     | 23  | 1   |     | 85    |
| 7    | Paul Nagle             | 3   | 365 | 4   | 8   | 2   | 6   | 30  | 322 | 63  | 53  | 19  | 9   |     | 79    |
| 8    | Cándido Carrera        |     |     |     | 32  | 3   |     |     |     |     | 3   |     | 5   | Rit | 59    |
| 9    | Janne Ferm             |     | 3   | 49  |     | 444 |     | 64  | 3   | 3   | 225 |     |     |     | 58    |
| 10   | Jonas Andersson        | 5   | 5   | 15  | 19  | 7   | 154 | Rit | 7   | 19  | 294 | Rit | Rit | 6   | 44    |
| 11   | Vincent Landais        |     |     | 47  | 7   | 4   |     | Rit | Rit |     | 4   |     | 10  | 4   | 43    |
| 12   | Isabelle Galmiche      | 14  |     |     | Rit |     | 82  |     |     |     | Rit |     |     |     | 35    |
| 13   | Elliott Edmondson      | Rit | 6   | Rit | 47  |     | 10  | 13  | Rit | 4   |     | 54  |     |     | 33    |
| 14   | Torstein Eriksen       | 7   | 7   |     | Rit | Rit |     | 83  |     | 7   | 13  |     |     |     | 25    |
| 15   | Reeta Hämäläinen       |     | 32  | 95  |     |     |     | 10  | 8   |     | 7   |     | 14  | 9   | 16    |
| 16   | Alexandre Coria        | Rit | Rit | Rit | 9   | Rit | 145 | 7   | 18  | Rit | WD  | WD  | 8   |     | 13    |
| 17   | Valentin Sarreaud      | 13  |     | 7   | 10  | 18  |     |     |     | 8   | Rit |     |     |     | 11    |
| 18   | Konstantin Aleksandrov | 10  | Rit | 10  | 28  | 8   |     | WD  | Rit | 10  | 8   |     | 13  |     | 11    |
| 19   | Maciej Szczepaniak     |     |     | 8   | 11  |     | 9   | 12  |     |     |     | 8   | 16  | Rit | 10    |
| 20   | Mikko Markkula         |     |     |     | Rit | 38  |     | 9   | SQ  |     | 17  |     | 11  | 83  | 9     |
| 21   | Andy Malfoy            | Rit |     | 12  |     |     |     |     |     | 6   |     |     |     |     | 8     |
| 22   | John Kennard           |     |     |     |     |     |     | Rit | 11  |     |     | 6   |     |     | 8     |
| 23   | Louis Louka            | 12  |     | 48  |     |     |     |     |     | 11  | Rit |     | 22  | 7   | 6     |
| 24   | Frédéric Miclotte      |     |     |     |     | 20  | 7   |     |     |     | Rit |     | 28  | WD  | 6     |
| 25   | Lorenzo Granai         |     |     |     |     |     |     |     |     |     |     | 7   |     |     | 6     |
| 26   | Mikko Lukka            |     | 9   | 28  |     | 10  |     | 11  | 9   | Rit |     |     | 15  |     | 5     |
| 27   | James Fulton           |     | 29  |     | 40  | 28  |     | 19  | 34  | Rit |     |     | 21  | 241 | 5     |
| 28   | Stig Rune Skjærmoen    |     | 8   |     |     |     |     |     |     |     |     |     |     |     | 4     |
| 29   | Luca Beltrame          | 17  | 23  | 24  |     | Rit |     | 26  |     |     |     |     | 27  | 142 | 4     |
| 30   | Craig Drew             |     |     | 11  | 12  | 11  |     | 15  |     | 9   | Rit |     |     |     | 2     |
| 31   | Petr Těšínský          | 9   |     | 14  | 42  | Rit |     |     |     |     |     |     |     |     | 2     |
| 32   | Ross Whittock          | 14  |     |     |     |     |     |     |     |     | 9   |     |     |     | 2     |
| 33   | Rodrigo Sanjuan        |     | Rit |     | 43  | 9   |     |     |     |     |     |     | 19  |     | 2     |
| 34   | Glen Weston            |     |     |     |     |     |     |     |     |     |     | 9   |     |     | 2     |
| 35   | Silver Simm            |     | 10  |     |     |     |     | 25  | 10  |     |     |     |     |     | 2     |
| 36   | Roger Eilertsen        |     |     |     |     |     |     |     |     |     | 10  |     |     |     | 1     |
| 37   | John McCarthy          |     |     |     |     |     |     |     |     |     |     | 10  |     |     | 1     |
| 38   | Sae Kitagawa           |     |     |     |     |     |     |     |     |     |     |     |     | 10  | 1     |
| 39   | Marcelo Der Ohannesian | Rit | 33  |     | Rit | 27  |     | 20  | 15  |     | 11  |     | 18  | 295 | 1     |
| Pos. | Copilota               | MON | SVE | CRO | POR | ITA | SAF | EST | FIN | YPR | ACR | NZL | CAT | GIA | Punti |

| Colore  | Risultato                |
| ------- | ------------------------ |
| Oro     | Vincitore                |
| Argento | 2º posto                 |
| Bronzo  | 3º posto                 |
| Verde   | Finito a punti           |
| Blu     | Finito senza punti       |
| Blu     | Non classificato (NC)    |
| Viola   | Ritirato (Rit)           |
| Nero    | Squalificato (SQ)        |
| Nero    | Escluso (ES)             |
| Bianco  | Non ha gareggiato        |
| Bianco  | Iscrizione ritirata (WD) |
| Bianco  | Non partito (NP)         |
| Bianco  | Gara cancellata (C)      |

### Classifica costruttori WRC
Come nella precedente stagione, soltanto le migliori due vetture classificate per squadra potevano marcare punti per la classifica costruttori. Per quanto concerne i piazzamenti ottenuti nella power stage, soltanto le prime due vetture di ogni scuderia classificatesi tra le prime cinque potevano invece raccogliere i punti; un'eventuale terza vettura, oppure una vettura di una squadra non iscritta al campionato costruttori, che avesse dovuto terminare la prova tra le prime cinque, non avrebbe preso punti ma allo stesso tempo non sarebbe nemmeno stata "trasparente", ovvero i punti che avrebbe conquistato nella power stage non sarebbero stati assegnati ad alcuno, venendo pertanto "bruciati".
| Pos. | Costruttori/Squadre        | Nº | Pilota     | MON  | SVE | CRO | POR   | ITA   | SAF | EST   | FIN | YPR | ACR | NZL  | CAT | GIA | Punti |
| ---- | -------------------------- | -- | ---------- | ---- | --- | --- | ----- | ----- | --- | ----- | --- | --- | --- | ---- | --- | --- | ----- |
| 1    | Toyota Gazoo Racing WRT    | 1  | Ogier      | 2(5) |     |     | NC    |       | NC3 |       |     |     |     | 23   | 1   | 4   | 525   |
| 1    | Toyota Gazoo Racing WRT    | 4  | Lappi      |      | 3   | NC  |       | NC(4) |     | NC(4) | 3   | 3   | 65  |      |     |     | 525   |
| 1    | Toyota Gazoo Racing WRT    | 33 | Evans      | NC2  | Rit | 43  | 25    | 73    | 2   | 2     | NC3 | 2   | Rit | Rit  | NC  | 5   | 525   |
| 1    | Toyota Gazoo Racing WRT    | 69 | Rovanperä  | 41   | 12  | 1   | 1     | 42    | 1   | 1     | 21  | NC1 | 52  | 1    | 3   | NC  | 525   |
| 2    | Hyundai Shell Mobis WRT    | 2  | Solberg    | Rit  | 6   | Rit |       |       | 7   | NC    | Rit | 4   |     | NC4  |     |     | 455   |
| 2    | Hyundai Shell Mobis WRT    | 6  | Sordo      |      |     |     | 32    | 3     |     |       |     |     | NC  |      | NC  | Rit | 455   |
| 2    | Hyundai Shell Mobis WRT    | 8  | Tänak      | Rit  | NC1 | 2   | NC(4) | 1     | Rit | 3     | 14  | 14  | 21  | 32   | 4   | 2   | 455   |
| 2    | Hyundai Shell Mobis WRT    | 11 | Neuville   | 53   | 23  | 3   | 53    | NC1   | 41  | 4     | 45  | NC3 | 1   | 4(5) | 2   | 14  | 455   |
| 3    | M-Sport Ford WRT           | 16 | Fourmaux   | Rit  | Rit | Rit | 7     | Rit   | NC4 | 6     | 7   | Rit |     |      | 6   |     | 257   |
| 3    | M-Sport Ford WRT           | 19 | Loeb       | 14   |     |     | Rit   |       | 62  |       |     |     | Rit |      |     |     | 257   |
| 3    | M-Sport Ford WRT           | 42 | Breen      | 3    | 75  | 4   | 6     | 2     | 5   | 7     | NC2 | 7   | 3   | 5    | 7   | 71  | 257   |
| 3    | M-Sport Ford WRT           | 44 | Greensmith |      | 5   | 75  |       | 6     |     | Rit   | 6   | 6   | 74  | Rit  | Rit | 6   | 257   |
| 4    | Toyota Gazoo Racing WRT NG | 18 | Katsuta    | 6    | 4   | 6   | 4     | 5     | 3   | 5     | 5   | 5   | 4   | Rit  | 5   | 3   | 138   |
| Pos. | Costruttori/Squadre        | Nº | Pilota     | MON  | SVE | CRO | POR   | ITA   | SAF | EST   | FIN | YPR | ACR | NZL  | CAT | GIA | Punti |

| Colore  | Risultato                |
| ------- | ------------------------ |
| Oro     | Vincitore                |
| Argento | 2º posto                 |
| Bronzo  | 3º posto                 |
| Verde   | Finito a punti           |
| Blu     | Finito senza punti       |
| Blu     | Non classificato (NC)    |
| Viola   | Ritirato (Rit)           |
| Nero    | Squalificato (SQ)        |
| Nero    | Escluso (ES)             |
| Bianco  | Non ha gareggiato        |
| Bianco  | Iscrizione ritirata (WD) |
| Bianco  | Non partito (NP)         |
| Bianco  | Gara cancellata (C)      |